# How To with John Wilson
How To with John Wilson ist eine amerikanische Fernseh-Comedy-Doku-Serie des Filmemachers John Wilson. Die von Nathan Fielder, Michael Koman und Clark Reinking produzierte Serie wurde von HBO in Auftrag gegeben. Ihre erste Episode lief am 23. Oktober 2020.
Am 9. Dezember 2020 verlängerte HBO die Serie um eine zweite Staffel, die am 26. November 2021 Premiere hatte. Im Februar 2022 wurde die Serie um eine dritte Staffel verlängert. Im Mai 2023 kündigte HBO an, dass die Serie am 28. Juli 2023 anläuft und die letzte Staffel sein würde, wobei Wilson angab, dass er beschlossen hatte, dass es die letzte sein würde.

## Prämisse
In der Serie versucht John Wilson, Ratschläge zu geben, während er sich mit seinen eigenen persönlichen Problemen auseinandersetzt. Die Episoden, die als Anleitungen angelegt sind und hauptsächlich auf den Straßen von New York City gedreht wurden, behandeln Themen vom Small Talk bis zum Gerüstbau. Während sich jede Episode zunächst auf das Titelthema konzentriert, trifft Wilson im Laufe seiner Nachforschungen Menschen und kommt mit ihnen ins Gespräch, das in unvorhersehbare und unterschiedliche Richtungen führt. So endet die Folge How to Improve Your Memory beispielsweise mit einer Konferenz über den Mandela-Effekt in Ketchum, Idaho.

## Produktion
Wilson erklärte gegenüber Variety, wie er bei der Produktion der Serie vorgeht:

“I try to draft very rough scripts of what might happen in an episode, and then we give it to production and put a plan in action to shoot it—and every single script is rewritten from the ground up by the time we're done in the edit. So much of the rewriting has to happen in the edit, because we're now writing to these shots that we never could have predicted that we would have, and they're always so much better than the stuff that we roughly conceived”

„Ich versuche, sehr grobe Skripte zu entwerfen, was in einer Episode passieren könnte, und dann geben wir es an die Produktion und stellen einen Plan auf, um es zu drehen – und jedes einzelne Skript wird von Grund auf umgeschrieben, bis wir mit dem Schnitt fertig sind. Ein großer Teil des Umschreibens muss beim Schnitt passieren, weil wir jetzt für diese Aufnahmen schreiben, die wir nie hätten vorhersehen können, und sie sind immer so viel besser als das, was wir uns grob ausgedacht haben.“

## Episodenliste

### Staffel 1
| Nr. (ges.) | Nr. (St.) | Deutscher Titel | Originaltitel                   | Erstausstrahlung USA | Deutschsprachige Erstausstrahlung (–) | Regie       | Drehbuch                                  | Zuschauer (USA) |
| ---------- | --------- | --------------- | ------------------------------- | -------------------- | ------------------------------------- | ----------- | ----------------------------------------- | --------------- |
| 1          | 1         | –               | How To Make Small Talk          | 23. Okt. 2020        | –                                     | John Wilson | John Wilson                               | 0,187 Mio.      |
| 2          | 2         | –               | How To Put Up Scaffolding       | 30. Okt. 2020        | –                                     | John Wilson | John Wilson, Michael Koman, Alice Gregory | 0,352 Mio.      |
| 3          | 3         | –               | How To Improve Your Memory      | 6. Nov. 2020         | –                                     | John Wilson | John Wilson, Michael Koman, Alice Gregory | 0,288 Mio.      |
| 4          | 4         | –               | How To Cover Your Furniture     | 13. Nov. 2020        | –                                     | John Wilson | John Wilson, Michael Koman, Alice Gregory | 0,273 Mio.      |
| 5          | 5         | –               | How To Split the Check          | 20. Nov. 2020        | –                                     | John Wilson | John Wilson, Michael Koman, Alice Gregory | 0,231 Mio.      |
| 6          | 6         | –               | How To Cook the Perfect Risotto | 27. Nov. 2020        | –                                     | John Wilson | John Wilson, Michael Koman, Alice Gregory | 0,083 Mio.      |

### Staffel 2
| Nr. (ges.) | Nr. (St.) | Deutscher Titel | Originaltitel                   | Erstausstrahlung USA | Deutschsprachige Erstausstrahlung (–) | Regie       | Drehbuch                                                                 | Zuschauer (USA) |
| ---------- | --------- | --------------- | ------------------------------- | -------------------- | ------------------------------------- | ----------- | ------------------------------------------------------------------------ | --------------- |
| 7          | 1         | –               | How To Invest in Real Estate    | 26. Nov. 2021        | –                                     | John Wilson | John Wilson, Michael Koman, Alice Gregory, Susan Orlean, Conner O’Malley | 0,18 Mio.       |
| 8          | 2         | –               | How To Appreciate Wine          | 3. Dez. 2021         | –                                     | John Wilson | John Wilson, Michael Koman, Susan Orlean, Conner O’Malley                | 0,068 Mio.      |
| 9          | 3         | –               | How To Find a Spot              | 10. Dez. 2021        | –                                     | John Wilson | John Wilson, Michael Koman, Alice Gregory, Susan Orlean, Conner O’Malley | 0,079 Mio.      |
| 10         | 4         | –               | How To Throw Out Your Batteries | 17. Dez. 2021        | –                                     | John Wilson | John Wilson, Michael Koman, Alice Gregory, Susan Orlean, Conner O’Malley | 0,069 Mio.      |
| 11         | 5         | –               | How To Remember Your Dreams     | 24. Dez. 2021        | –                                     | John Wilson | John Wilson, Michael Koman, Susan Orlean, Conner O’Malley                | 0,049 Mio.      |
| 12         | 6         | –               | How To Be Spontaneous           | 31. Dez. 2021        | –                                     | John Wilson | John Wilson, Michael Koman, Alice Gregory, Susan Orlean, Conner O’Malley | 0,114 Mio.      |

### Staffel 3
| Nr. (ges.) | Nr. (St.) | Deutscher Titel | Originaltitel                 | Erstausstrahlung USA | Deutschsprachige Erstausstrahlung (–) | Regie       | Drehbuch                               | Zuschauer (USA) |
| ---------- | --------- | --------------- | ----------------------------- | -------------------- | ------------------------------------- | ----------- | -------------------------------------- | --------------- |
| 13         | 1         | –               | How To Find a Public Restroom | 28. Juli 2023        | –                                     | John Wilson | John Wilson, Michael Koman             | –               |
| 14         | 2         | –               | How To Clean Your Ears        | 4. Aug. 2023         | –                                     | John Wilson | John Wilson, Michael Koman             | –               |
| 15         | 3         | –               | How To Work Out               | 11. Aug. 2023        | –                                     | John Wilson | John Wilson, Michael Koman             | –               |
| 16         | 4         | –               | How To Watch the Game         | 18. Aug. 2023        | –                                     | John Wilson | John Wilson, Michael Koman, Allie Viti | –               |
| 17         | 5         | –               | How To Watch Birds            | 25. Aug. 2023        | –                                     | John Wilson | John Wilson, Michael Koman             | –               |
| 18         | 6         | –               | How To Track Your Package     | 1. Sep. 2023         | –                                     | John Wilson | John Wilson, Michael Koman             | –               |

## Rezeption
How To mit John Wilson wurde von der Kritik gelobt. Auf Rotten Tomatoes hat die erste Staffel eine Bewertung von 100 %, mit einer durchschnittlichen Bewertung von 7,8/10 basierend auf 26 Kritiken. Der Konsens der Kritiker auf der Website lautet: „Überraschend, nachdenklich und herrlich seltsam, How To with John Wilsons Mischung aus dokumentarischen Stilen kommt zusammen, um eine einzigartiges reizvolles Erlebnis zu schaffen.“ Auf Metacritic hat die erste Staffel eine gewichtete Durchschnittsnote von 84 von 100, basierend auf 7 Kritiken, was auf „universellen Zuspruch“ hinweist.
Daniel Fienberg vom Hollywood Reporter schrieb, How To with John Wilson sei „lustig, traurig und am Ende schockierend tiefgründig“. Steve Greene von IndieWire gab der Serie eine positive Bewertung von A- und sagte, sie habe „einen Hauch von Dunkelheit und eine Fülle von Empathie“.
Die zweite Staffel wurde von der Kritik gelobt. Auf Rotten Tomatoes hat die Staffel eine Bewertung von 100 %, mit einer durchschnittlichen Bewertung von 9/10 auf der Grundlage von sechs Kritiken. Auf Metacritic hat die Staffel eine gewichtete durchschnittliche Bewertung von 92 von 100 auf der Grundlage von 4 Kritiken, was auf „universelle Anerkennung“ hinweist.
Myles McNutt von The A.V. Club sieht die zweite Staffel von How To with John Wilson als ebenso skurril wie einfühlsam. Die Serie verknüpft banale Alltagsthemen mit überraschend tiefgründigen Beobachtungen und spiegelt subtil die psychischen Nachwirkungen der COVID-19-Pandemie. Besonders hervorgehoben wird Wilsons persönliche Note und seine Fähigkeit, Unsicherheit und Neugier in einem einzigartigen Porträt des modernen Lebens zu vereinen.
Die dritte Staffel erhielt viel Lob von den Kritikern. Auf Rotten Tomatoes hat die Staffel eine Punktzahl von 100 %, mit einer durchschnittlichen Bewertung von 9,3/10 basierend auf elf Kritiken. Auf Metacritic hat die Staffel eine gewichtete durchschnittliche Punktzahl von 92 von 100, basierend auf acht Kritiken, was auf „universellen Zuspruch“ hinweist.
The Guardian beschreibt die finale Staffel als ebenso verstörend, urkomisch und brillant wie ihre Vorgänger. Kritiker Jack Seale hebt hervor, wie Wilson mit neugieriger Kamera durch New York streift und dabei absurde, intime und oft tief berührende Momente einfängt. Die Serie sei eine ungewöhnliche Mischung aus Beobachtung, Selbstreflexion und Gesellschaftskritik – mal zum Lachen, mal zum Innehalten.

## Auszeichnungen und Nominierungen
| Jahr | Auszeichnung                    | Kategorie                                       | Empfänger                                                                              | Ergebnis  | Beleg         |
| ---- | ------------------------------- | ----------------------------------------------- | -------------------------------------------------------------------------------------- | --------- | ------------- |
| 2021 | American Cinema Editors Awards  | Best Edited Non-Scripted Series                 | Adam Locke-Norton                                                                      | Nominiert | [ 20 ]        |
| 2021 | Gotham Award                    | Breakthrough Nonfiction Series                  | Nathan Fielder, Michael Koman, Clark Reinking, John Wilson                             | Nominiert | [ 21 ]        |
| 2021 | Cinema Eye Honors               | Outstanding Anthology Series                    | Nathan Fielder, Michael Koman, Clark Reinking, John Wilson                             | Nominiert | [ 22 ] [ 23 ] |
| 2021 | Cinema Eye Honors               | Outstanding Broadcast Editing                   | Adam Locke-Norton                                                                      | Gewonnen  | [ 22 ] [ 23 ] |
| 2022 | TCA Awards                      | Outstanding Achievement in News and Information | How To with John Wilson                                                                | Nominiert | [ 24 ] [ 25 ] |
| 2022 | Writers Guild of America Awards | Best Comedy/Variety – Sketch Series             | Alice Gregory, Michael Koman, Conner O’Malley, Susan Orlean, and John Wilson           | Nominiert | [ 26 ]        |
| 2022 | Primetime Emmy Awards           | Outstanding Writing for a Nonfiction Program    | John Wilson, Michael Koman, Susan Orlean, Conner O’Malley (für How To Appreciate Wine) | Nominiert | [ 27 ]        |
| 2022 | Cinema Eye Honours              | Outstanding Anthology Series                    | Nathan Fielder, Michael Koman, Clark Reinkin, John Wilson                              | Gewonnen  | [ 28 ]        |
| 2022 | Cinema Eye Honours              | Outstanding Broadcast Editing                   | Adam Locke-Norton                                                                      | Nominiert | [ 28 ]        |